# Iris glaucescens
Iris glaucescens är en irisväxtart som beskrevs av Aleksandr Andrejevitj Bunge. Iris glaucescens ingår i släktet irisar, och familjen irisväxter. Inga underarter finns listade i Catalogue of Life.

## Bildgalleri

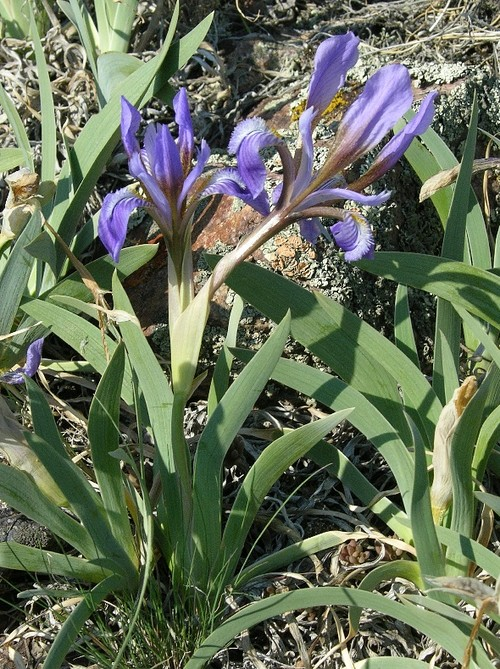